# 페테르 나우르
페테르 나우르(Peter Naur, 1928년 10월 25일 ~ 2016년 1월 3일)는 덴마크 출신으로 전산학의 선구자 중 한 명이다. 2005년에 계산기 학회의 튜링상을 수상했다. 그는 알골60이라는 프로그래밍 언어를 만드는 데 기여를 했다. 대부분의 컴퓨터 프로그래밍 언어의 문법을 표현하는 데 사용되는 배커스-나우르 표기법(BNF)은 그의 이름을 따서 이름지어졌다.